# سجان جیندال
سجان جیندال (انگلیسی: Sajjan Jindal؛ زادهٔ ۵ دسامبر ۱۹۵۹) کارآفرین اهل هند است، که در سال ۱۹۸۲ شرکت ژی‌اس‌دبلیو استیل را تأسیس کرد.